# Streatham
Streatham è un quartiere residenziale di Londra compreso in massima parte nel London Borough of Lambeth, nella zona sud della città. Alcune aree ad ovest fanno parte del London Borough of Wandsworth mentre nella zona a sud si estende nel London Borough of Croydon. Si trova cinque miglia a sud di Charing Cross.
Streatham è collegato al centro della capitale grazie ad una efficiente linea ferroviaria con treni molto frequenti, la Southern Service che termina presso la Victoria Station. Le tre stazioni di Streatham sono la Streatham station, Streatham Common Station e la Streatham Hill Station. Il parco più importante del quartiere è lo Streatham Common, punto di ritrovo per i cittadini.
Per un millennio Streatham fu una parrocchia del Surrey nella diocesi di Winchester. Fu solo con la costituzione del Metropolitan Board of Works che fu inserita nel nuovo distretto di Wandsworth, venendo coinvolta nelle vicende della capitale. Con la riforma amministrativa del 1965 trovò la sua attuale collocazione nel borgo di Londra di Lambeth.

## Storia
Il nome Streatham significa "Villaggio sulla strada", riferendosi in questo caso alla strada che collega Londra con Brighton, inizialmente costruita dai romani per collegare la capitale della Provincia con la costa nei pressi di Portslade, oggi parte di Brighton and Hove. È possibile che la strada terminasse in un porto romano ora perduto a causa dell'erosione della costa, che è stato possibilmente identificato come il "Novus Portus" menzionato da Tolomeo nella sua Geographia. Alcune fonti più tarde si riferiscono alla strada come Stane Street (Strada di pietra).
Dopo la fine della dominazione romana la strada attraverso Streatham rimase in uso. Dal XVII secolo venne utilizzata dalle diligenze per Croydon ed East Grinstead, continuando poi verso Newhaven e Lewes. Nel 1780 venne trasformata in strada a pedaggio collegando fino a Brighton e divenne successivamente la base della moderna A23. Questa strada e il traffico di passaggio sono stati di fondamentale importanza nello sviluppo della zona.
La prima chiesa parrocchiale di Streatham, St. Leonard, venne fondata durante il periodo sassone, ma l'unica sezione antica della chiesa è una torre di epoca Tudor, mentre il resto dell'edificio è stato ricostruito nel 1831. La parrocchia copriva una vasta area che includeva anche i quartieri di Balham e Tooting Bec. Streatham appare anche nel Domesday Book del 1086, con il nome di Estreham.
Il villaggio iniziò a crescere nel XVIII secolo, quando divennero note le proprietà curative dell'acqua estratta da una serie di pozzi della zona, i "Streatham wells". Insieme con il miglioramento delle strade per la zona, questa fama cominciò ad attrarre mercanti della City of London, che costruirono nella zona le loro case di campagna. Durante la prima metà del XIX secolo la zona continuò un graduale processo di crescita, con la costruzione di nuove abitazioni nelle zone di Wellfield Road e Sunnyhill Road. La toponomastica del luogo spesso rimanda all'importanza dei pozzi nello sviluppo della zona.
L'urbanizzazione accelerò dopo l'apertura della stazione di Streatham Hill nel 1866, sulla linea ferroviaria che metteva in collegamento la zona ovest di Londra con Crystal Palace. Le altre due stazioni ferroviarie della zona vennero aperte nel giro di 15 anni, favorendo la crescita della zona e i collegamenti con il centro città. I terreni vicini alla strada principale iniziarono ad essere lottizzati: zone come Telford Park e Roupell Park vennero edificate per una popolazione benestante, con case ampie, servizi e campi da tennis. Altre zone vennero urbanizzate in maniera più standardizzata, comune a molte altre aree della città. Vennero costruite nuove chiese parrocchiali per servire i nuovi abitanti, tra cui Immanuel and St Andrew's (1854), St Peter's (1870) e St Margaret the Queen's (1889).
Dopo la prima guerra mondiale Streatham divenne una meta per l'intrattenimento, con la costruzione dello Streatham Hill Theatre, tre cinema, la sala da ballo Locarno e una pista di pattinaggio su ghiaccio. La costruzione di una linea di tram che collegava la zona con il centro favorì anche lo sviluppo del commercio nella zona, a servizio di una vasta area del sud di Londra. Negli anni 30 vennero costruiti i primi condomini direttamente sulla High Road. Dopo uno scarso successo iniziale queste nuove abitazioni vennero occupate da nuove comunità di immigrati provenienti dall'Europa centrale, spesso in fuga dalla Germania hitleriana.
Negli anni 50 la High Road era la strada commerciale più lunga e più affollata del sud di Londra, qui venne aperto il primo supermercato del Regno Unito, della catena Express Dairies Premier Supermarkets, nel 1951. Waitrose aprì un suo negozio nel 1955, successivamente chiuso nel 1963.
A questo periodo di successo seguì un lungo declino delle attività commerciali tra gli anni 70 ed 80, un più generale movimento della popolazione verso Croydon, Kingston e Sutton e l'aumento del traffico sulla High Road, rimasta il collegamento principale tra il centro di Londra, l'aeroporto di Gatwick e Brighton.